# Crystal (Minnesota)
Crystal es una ciudad ubicada en el condado de Hennepin en el estado estadounidense de Minnesota. En el Censo de 2010 tenía una población de 22151 habitantes y una densidad poblacional de 1.455,26 personas por km².

## Geografía
Crystal se encuentra ubicada en las coordenadas 45°2′14″N 93°21′34″O / 45.03722, -93.35944. Según la Oficina del Censo de los Estados Unidos, Crystal tiene una superficie total de 15.22 km², de la cual 14.97 km² corresponden a tierra firme y (1.67%) 0.25 km² es agua.

## Demografía
Según el censo de 2010, había 22151 personas residiendo en Crystal. La densidad de población era de 1.455,26 hab./km². De los 22151 habitantes, Crystal estaba compuesto por el 78.05% blancos, el 10.53% eran afroamericanos, el 0.69% eran amerindios, el 3.89% eran asiáticos, el 0.03% eran isleños del Pacífico, el 3.02% eran de otras razas y el 3.78% pertenecían a dos o más razas. Del total de la población el 6.48% eran hispanos o latinos de cualquier raza.